# Marco Albarello
Marco Albarello (n. 31 mai 1960, Aoste, Valle d'Aosta, Italia) este un schior de fond ce a reprezentat Italia, medaliat olimpic. A participat la 3 ediții ale Jocurilor Olimpice (1992, 1994, 1998) în care a câștigat o medalie de argint și o medalie de bronz.